# Municipi di Catania

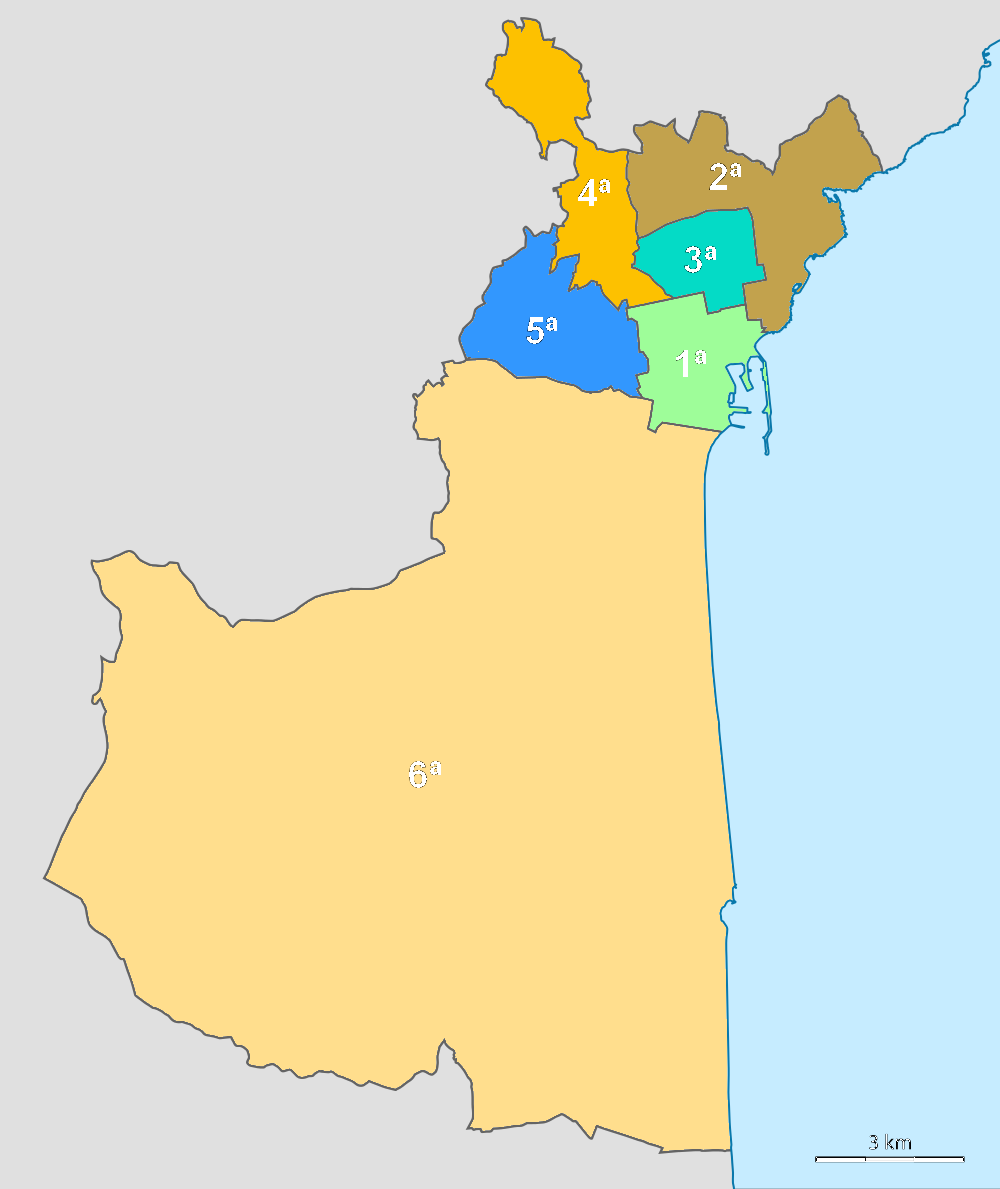
I Municipi di Catania

I Municipi di Catania rappresentano le circoscrizioni di decentramento comunale in cui è suddiviso il territorio della città di Catania.

## Generalità
Ogni municipio ha un presidente scelto con elezione diretta, e nove consiglieri, anch'essi scelti con elezione diretta.
I municipi di Catania sono sei, come stabilito dalla deliberazione n. 13 del 12 dicembre 2012 del Consiglio Comunale di Catania. A loro volta i municipi sono suddivisi in quartieri, frazioni e contrade.

## Storia

Le municipalità di Catania dal 1995 al 2013

Le prime suddivisioni territoriali di Catania risalirebbero alla seconda metà del XVI secolo: secondo una mappa della città etnea nel 1556 disegnata da Pierre Mortier, che individua 13 circoscrizioni sacramentali e 28 quartieri. Le circoscrizioni sacramentali e, tra parentesi, i quartieri erano i seguenti: Santa Maria dell'Itria (Torre del Vescovo, Mulino a Vento, Pozzo Cancellieri), Santa Margherita (Cipriana, Pozzo Calì, Casalini), Santa Nicola dell'Oliva (Giudecca Soprana), Santa Marina (Pozzo Ugolino), San Pietro (Pozzo Ugolino, Casalini, Piano dei Carri), Sant'Agata la Vetere (Montevergine, San Demetrio, Porta di Mezzo), San Filippo (Grotte, Porta di Mezzo, Giudecca Inferiore, Judicello, Bordelli, Malcucinato, Macello Inferiore, Piscarìa, Porta di La Conzarìa), San Lorenzo (Pozzo di l'Albani), Sant'Anna dei Trascini (Ippolito, Porta di Savarino), Collegiata, Santa Caterina, Santa Barbara della Civita (Civita), San Martino (Pozzo Bianco), San Tommaso (Pozzo Bianco, Civita, Santa Domenica la Civita, Imbascio, Piano di San Jacobo).
Alla vigilia del devastante terremoto del 1693 che distrusse la città e decimò la sua popolazione, essa era suddivisa in nove quartieri: Sant'Agata la Vetere, Sant'Agostino, Corso, Pricochello, Cipriana, Giudicello, Civita, del Tocco e Porta di Mezzo. Nel periodo successivo al sisma, con la ricostruzione andava definendosi un nuovo assetto urbanistico, con la nascita di quartieri come l'Antico Corso, la Civita, Lumacari, il Fortino, San Cristoforo e San Berillo, tuttavia però non si configuravano nuove suddivisioni territoriali.
Nel censimento del 1819 fatto compilare dall'allora sindaco Raimondo Sammartino Ramondetto, duca di San Martino, la città, che all'epoca arrivò a contare circa 40.000 abitanti, risultava suddivisa in 6 sezioni. Diversi decenni più tardi, nel 1871, in epoca postunitaria, l'amministrazione comunale guidata da Antonino Paternò, marchese del Toscano, adottò una nuova suddivisione amministrativa della città, che arrivò a contare gli 85.000 abitanti, articolata in 15 sezioni: Municipio, Santa Maria dell'Aiuto, Angelo Custode, Benedettini, Idria, Tribunali, Orto botanico, Cifali, Spirito Santo, Carmine, Monserrato, San Berillo, Ferrovia, Cutelli, Porto.
Nel censimento del 1901, Catania risultava avere 147.700 abitanti, e la sua suddivisione territoriale venne nuovamente modificata riconfigurandosi su cinque frazioni: Catania, Zia Lisa, Nesima, Barriera del Bosco e Ognina. Diversi anni più tardi, con Regio Decreto n. 374 del 21 febbraio 1926 venne disposta una nuova divisione territoriale per fini censuari, in cui le frazioni passavano da 5 a 7 e includevano 260 sezioni:
- A) Centro Storico (191.360 ab.);
- B) Piana di Catania (3.880 ab.);
- C) Nesima (2.595 ab.);
- D) Barriera e Canalicchio (5.172 ab.);
- E) Ognina (E, 10.312 ab.);
- F) Cibali (12.536 ab.)
- G) San Giovanni Galermo (1.382 ab.), quest'ultimo comune soppresso e aggregato al territorio comunale di Catania.[9]

Nel 1951, al relativo censimento della popolazione, Catania contava 299.629 abitanti, e l'ISTAT adottò per la città etnea una nuova riconfigurazione, che vedeva la suddivisione in 9 zone di censimento e 36 quartieri:
- Zona I: Cattedrale (Duomo, 1), Santa Maria dell'Aiuto (13), San Cosimo (14), Sacro Cuore Cappuccini (Cappuccini Nuovi, 17), Immacolata Concezione ai Minoritelli (Idria, 18);
- Zona II: Sant'Angelo Custode (9), Santa Maria delle Salette (11), San Cristoforo (12), Sacro Cuore al Fortino (15);
- Zona III: Divino Amore (Zia Lisa, 10), Santa Maria del Rosario (Nesima Inferiore, 16), Sacra Famiglia (Nesima Superiore, 16bis);
- Zona IV: Santa Maria del Gesù (20), Santa Maria delle Grazie (Cifali, 21), Santa Maria della Consolazione (22), San Giovanni Battista (San Giovanni Galermo, 35);
- Zona V: Sacro Cuore in Barriera (25), Santa Maria del Carmelo (Barriera del Bosco, 26), Santa Maria del Carmelo (Canalicchio, 27);
- Zona VI: Santa Lucia in Ognina (29), Santa Maria della Carrubba (30), Santa Maria in Ognina (Ognina, 31), San Giuseppe in Ognina (32), Santa Maria della Guardia (Guardia Ognina, 33);
- Zona VII: Crocifisso della Buona Morte (6), Santa Maria della Salute (Picanello, 28), Cristo Re (34);
- Zona VIII: Crocifisso dei Miracoli (5), Santa Maria della Mercede (19), Sant'Agata al Borgo (Borgo, 23), Santa Maria in Monserrato (24);
- Zona IX: Collegiata (2), San Biagio (3), San Berillo (4), San Francesco di Paola (7), San Gaetano (8).[10]

Il 26 giugno 1978, con le delibere n. 223 e n. 224 approvate dal consiglio comunale, in osservanza della Legge 8 aprile 1976 n. 278 approvata dal parlamento, e della Legge Regionale n. 84 del 1976, il Comune di Catania diede avvio al decentramento amministrativo della città, trasformando i 36 quartieri in 17 circoscrizioni: 1) Raffaello Sanzio; 2) Borgo; 3) Cappuccini-Centro Storico; 4) Bellini; 5) Civita-Santissimi Angeli Custodi -Plaja; 6) San Cristoforo; 7) Villaggio San Giuseppe; 8) Cardinale; 9) San Leone; 10) Monte Po; 11) Nesima Superiore; 12) XXXI Maggio; 13) Cibali;  14) San Giovanni Galermo; 15) Barriera-Canalicchio; 16) Picanello-Villaggio Dusmet-Nuovalucello; 17) Riviera Ognina. A seguito di questa riforma venivano perciò istituiti i consigli di quartiere.
Nel 1995, le Circoscrizioni furono trasformate in Municipalità, e ridotte da 17 a 10: I) Centro; II) Ognina Picanello; III) Borgo Sanzio; IV) Barriera Canalicchio; V) San Giovanni Galermo; VI) Trappeto Cibali; VII) Monte Po Nesima; VIII) San Leone Rapisardi; IX) San Giorgio Librino; X) San Giuseppe la Rena Zia Lisa.
Nel 2013, le Municipalità sono state ulteriormente ridotte da 10 a 6, ed hanno ripreso il vecchio nome di Circoscrizioni: le Municipalità accorpate sono state la II (Ognina-Picanello) e la IV (Barriera-Canalicchio), la V (San Giovanni Galermo) e la VI (Trappeto-Cibali), la VII (Monte Po-Nesima) e la VIII (San Leone-Rapisardi), la IX (San Giorgio-Librino) e la X (San Giuseppe la Rena-Zia Lisa), lasciando pertanto immutate le ex Municipalità I (Centro Storico) e III (Borgo Sanzio).
Sei anni più tardi, nel novembre del 2019 il consiglio comunale ha trasformato le Circoscrizioni in Municipi, con assetto finanziario maggiormente autonomo rispetto alla precedente forma e con un regolamento a sé.

## Municipi
La tabella mostra la suddivisione amministrativa di Catania dal 2013, con i dati demografici aggiornati al 31 dicembre 2018:
| N°  | Municipio                                                                | Popolazione (ab.) | Superficie (km²) | Densità (ab./km²) | Presidente                       |
| --- | ------------------------------------------------------------------------ | ----------------- | ---------------- | ----------------- | -------------------------------- |
| I   | Centro Storico                                                           | 56 754            | n.d.             | n.d.              | Francesco Bessini (centrodestra) |
| II  | Picanello Ognina - Barriera Canalicchio                                  | 66 017            | n.d.             | n.d.              | Claudio Carnazza (centrodestra)  |
| III | Borgo Sanzio                                                             | 42 675            | n.d.             | n.d.              | Maria Spampinato(centrodestra)   |
| IV  | San Giovanni Galermo - Trappeto Cibali                                   | 39 905            | n.d.             | n.d.              | Rosario Cavallaro (centrodestra) |
| V   | Monte Po Nesima - San Leone Rapisardi                                    | 45 953            | n.d.             | n.d.              | Antonino Vincenti (centrodestra) |
| VI  | San Giorgio Librino - San Giuseppe La Rena Zia Lisa Villaggio Sant'Agata | 60 316            | n.d.             | n.d.              | Francesco Valenti (centrodestra) |
|     | Totale                                                                   | 311 620           | 182,9            | 1 703,77          |                                  |